# Музей на Копенхаген
Музеят на Копенхаген на датски: Københavns Bymuseum, основан през 1891, е официалния музей на КопенхагенКопенхаген, Дания, като домументира историята на града от 12 вед до днес.
Музеят се намира близо до Централната гара на Копенхаген на Вестеброгел и Скудебанехауен, като в сградата се е помещавало кралското датско стрелбово общество от 1787 г. Бившето стрелбище сега е малък публичен парк.
На входа на музея, преди входа, е разположен голям модел на средновековен Копенхаген. Част от улица Абсалонгел е използвана, като улица музей, на която са разположени част от старото оборудване на улицте в града.

## История

### Истроия на музея
Основан през 1925 г. музеят има постоянна експозиция, която се помещава на тавана на сградата на Копенхагенската Община. Колекцията нараства и мястото се оказва малко и през 1956 г. е преместен в сградата на кралското датско стрелбово общество. Бившето срелбище е превърнато в градски парк, който е познат, като Skydebanehaven (стрелбището). През 1984 г. към музея е прибавена и сградата на бушвето училище Мария Круусе, което е в съседство. Днес сградата помещава архива и администрацията на музея. Част от улицата помежду им е превърната в музей, представяйки различно улично обзавеждане 